# Hult International Business School

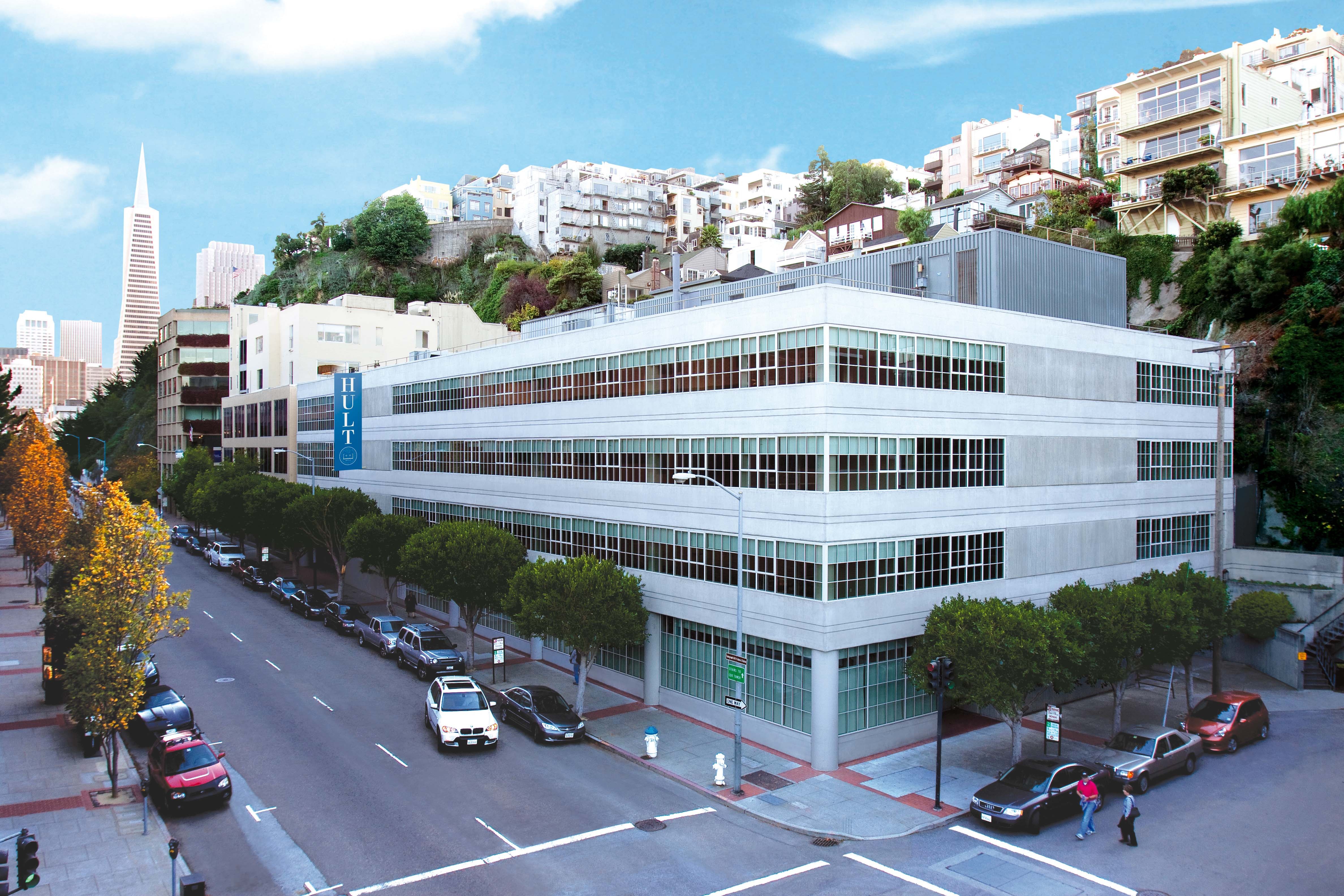
Campus de Hult à San Francisco.

La Hult International Business School est une école de commerce privée fondée en 1964. Elle est multi-campus (Boston, San Francisco, Dubai, Londres).
Il est annoncé en 2020 que l'école collabore avec EY pour offrir des MBAs à certains employés. Le Wall Street Journal note toutefois que le programme, 100% en ligne, manque certains des éléments essentiels d'un MBA : les discussions de groupe et en classe sur les études de cas, la possibilité de réseauter avec les autres étudiants du cursus, les voyages à l'étranger et les foires carrières.